# Artur Mest
Artur Heinrich Albert Mest (* 20. Juni 1875 in Hannover; † 22. März 1934 in Magdeburg) war ein deutscher Kinounternehmer.
Mest führte zusammen mit seiner Ehefrau Johanna seit Oktober 1906 das Kino Central-Theater am Ernst-August-Platz Nr. 5 in Hannover. Nachdem sich das Ehepaar getrennt hatte, ging Mest nach Magdeburg und gründete die Kammerlichtspiele GmbH, der zunächst sechs und später vierzehn Kinos in der Stadt gehörten. Hinzu kamen zwei Lichtspielhäuser in Aschersleben sowie ab den frühen 1930er Jahren der Delta-Palast und die U.T.-Lichtspiele in Lübeck.

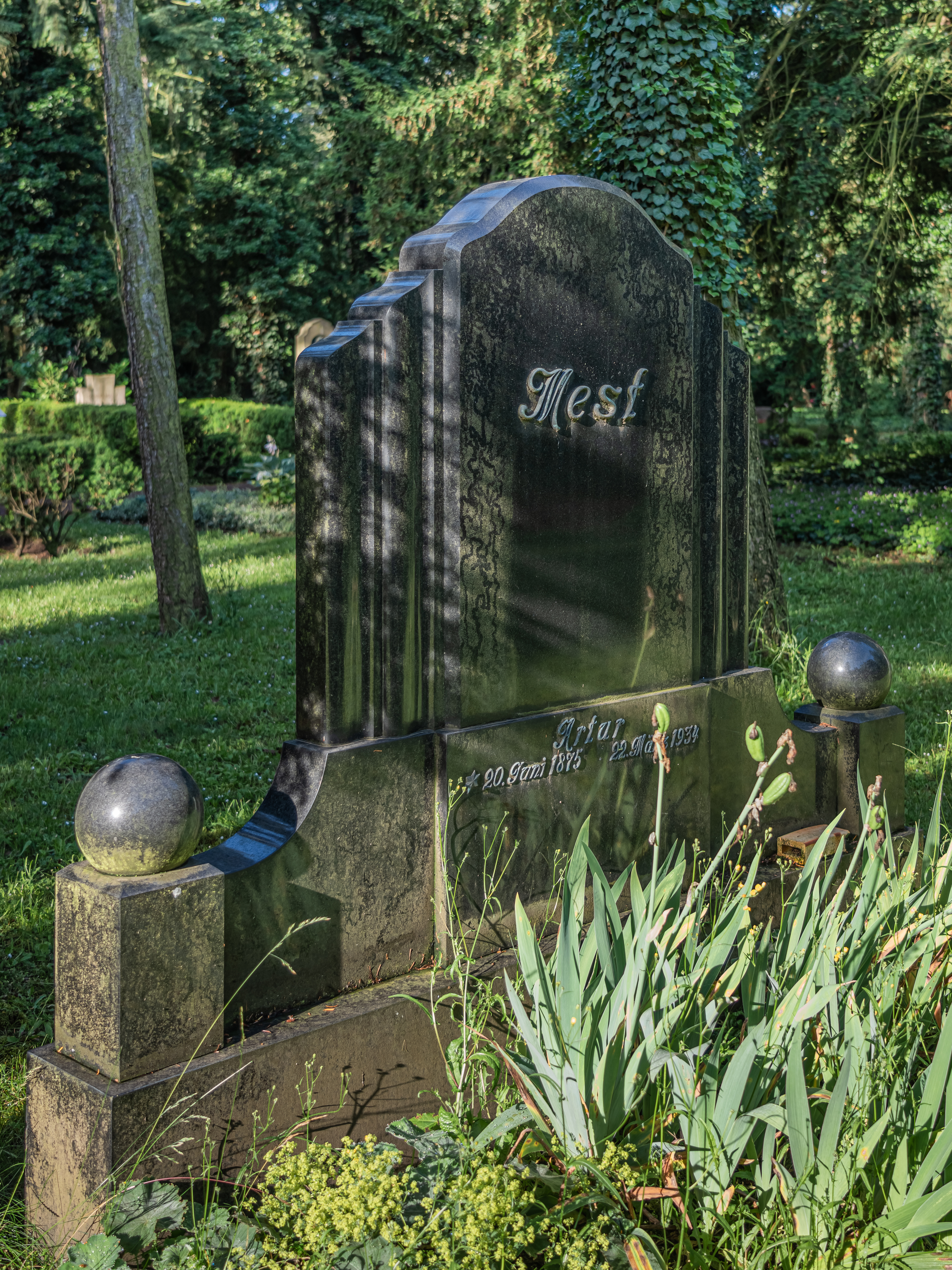
Grabstein von Mest in Magdeburg

Artur Mest ist auf dem Magdeburger Westfriedhof begraben.
Sein einflussreicher Kinokonzern wurde 1942 faktisch aufgelöst, als aufgrund der Verordnung zum Schutze der Klein- und Mittelbetriebe unter den deutschen Filmtheatern  kein Unternehmen – mit ausdrücklicher Ausnahme der Ufa – mehr als vier Kinos besitzen durfte; die Zahl verringerte sich weiter, wenn sich unter den Kinos ein oder mehrere Häuser mit mehr als 800 Plätzen befanden. Nur die mittlerweile in Capitol umbenannten Lübecker U.T.-Lichtspiele verblieben seiner zweiten Frau Gertrud Mest, die die Leitung der Kammerlichtspiele GmbH übernommen hatte.